# فهرست شهرها و روستاهای نیوهمپشر
| نام                          | نوع    | جمعیت (۲۰۱۰) |
| ---------------------------- | ------ | ------------ |
| آلتون، نیوهمپشایر            | CDP    | ۵۰۱          |
| امرست، نیوهمپشایر            | CDP    | ۶۱۳          |
| انتریم، نیوهمپشایر           | CDP    | ۱٬۳۹۷        |
| اشلند، نیوهمپشایر            | CDP    | ۱٬۲۴۴        |
| بارتلیت، نیوهمپشایر          | CDP    | ۳۷۳          |
| بلمانت، نیوهمپشایر           | CDP    | ۱٬۳۰۱        |
| بنینگتن، نیوهمپشایر          | CDP    | ۳۸۱          |
| برلین، نیوهمپشایر            | ciudad | ۱۰٬۰۵۱       |
| بتلیهم، نیوهمپشایر           | CDP    | ۹۷۲          |
| بلودگت لندینگ، نیوهمپشایر    | CDP    | ۱۰۱          |
| بردفرد، نیوهمپشایر           | CDP    | ۳۵۶          |
| بریستول، نیوهمپشایر          | CDP    | ۱٬۶۸۸        |
| کینن، نیوهمپشایر             | CDP    | ۵۲۴          |
| سنتر اوسیپ، نیوهمپشایر       | CDP    | ۵۶۱          |
| سنتر سندویچ، نیوهمپشایر      | CDP    | ۱۲۳          |
| چارلزتاون، نیوهمپشایر        | CDP    | ۱٬۱۵۲        |
| کلیرمانت، نیوهمپشایر         | ciudad | ۱۳٬۳۵۵       |
| کولبروک، نیوهمپشایر          | CDP    | ۱٬۳۹۴        |
| کنکورد، نیوهمپشایر           | ciudad | ۴۲٬۶۹۵       |
| کونتوکوک، نیوهمپشایر         | CDP    | ۱٬۴۴۴        |
| کانوی، نیوهمپشایر            | CDP    | ۱٬۸۲۳        |
| دری، نیوهمپشایر              | CDP    | ۲۲٬۰۱۵       |
| دوور، نیوهمپشایر             | ciudad | ۲۹٬۹۸۷       |
| دورام، نیوهمپشایر            | CDP    | ۱۰٬۳۴۵       |
| ایست مرمک، نیوهمپشایر        | CDP    | ۴٬۱۹۷        |
| انفیلد، نیوهمپشایر           | CDP    | ۱٬۵۴۰        |
| اپینگ، نیوهمپشایر            | CDP    | ۱٬۶۸۱        |
| اکسیتر، نیوهمپشایر           | CDP    | ۹٬۲۴۲        |
| فارمینگتون، نیوهمپشایر       | CDP    | ۳٬۸۸۵        |
| فرانکلین، نیوهمپشایر         | ciudad | ۸٬۴۷۷        |
| گافستاون، نیوهمپشایر         | CDP    | ۳٬۱۹۶        |
| گورام، نیوهمپشایر            | CDP    | ۱٬۶۰۰        |
| گرینویل، نیوهمپشایر          | CDP    | ۱٬۱۰۸        |
| گرووتون، نیوهمپشایر          | CDP    | ۱٬۱۱۸        |
| همپتون، نیوهمپشایر           | CDP    | ۹٬۶۵۶        |
| همپتون بیچ، نیوهمپشایر       | CDP    | ۲٬۲۷۵        |
| هنکاک، نیوهمپشایر            | CDP    | ۲۰۴          |
| هانوفر، نیوهمپشایر           | CDP    | ۸٬۶۳۶        |
| هنیکر، نیوهمپشایر            | CDP    | ۱٬۷۴۷        |
| هیلزو، نیوهمپشایر            | CDP    | ۱٬۹۷۶        |
| هینزدیل، نیوهمپشایر          | CDP    | ۱٬۵۴۸        |
| هوکست، نیوهمپشایر            | CDP    | ۴٬۱۴۷        |
| هادسن، نیوهمپشایر            | CDP    | ۷٬۳۳۶        |
| جاففری، نیوهمپشایر           | CDP    | ۲٬۷۵۷        |
| کین، نیوهمپشایر              | ciudad | ۲۳٬۴۰۹       |
| لکوونیا، نیوهمپشایر          | ciudad | ۱۵٬۹۵۱       |
| لنکستر، نیوهمپشایر           | CDP    | ۱٬۷۲۵        |
| لبنان، نیوهمپشایر            | ciudad | ۱۳٬۱۵۱       |
| لینکلن، نیوهمپشایر           | CDP    | ۹۹۳          |
| لیزبون، نیوهمپشایر           | CDP    | ۹۸۰          |
| لیتلتون، نیوهمپشایر          | CDP    | ۴٬۴۱۲        |
| لاندندری، نیوهمپشایر         | CDP    | ۱۱٬۰۳۷       |
| لوودون، نیوهمپشایر           | CDP    | ۵۵۹          |
| منچستر، نیوهمپشایر           | ciudad | ۱۰۹٬۵۶۵      |
| مارلوو، نیوهمپشایر           | CDP    | ۱٬۰۹۴        |
| مریدیت، نیوهمپشایر           | CDP    | ۲۴۱          |
| میلفرد، نیوهمپشایر           | CDP    | ۱٬۷۱۸        |
| میلفرد، نیوهمپشایر           | CDP    | ۸٬۸۳۵        |
| میلتون، نیوهمپشایر           | CDP    | ۵۷۵          |
| میلتون میلز، نیوهمپشایر      | CDP    | ۲۹۹          |
| ماونتن لیک، نیوهمپشایر       | CDP    | ۴۸۸          |
| نشوا، نیوهمپشایر             | ciudad | ۸۶٬۴۹۴       |
| نیوفیلدس، نیوهمپشایر         | CDP    | ۳۰۱          |
| نیو همپتون، نیوهمپشایر       | CDP    | ۳۵۱          |
| نیو لاندن، نیوهمپشایر        | CDP    | ۱٬۴۱۵        |
| نیومارکت، نیوهمپشایر         | CDP    | ۵٬۲۹۷        |
| نیوپرت، نیوهمپشایر           | CDP    | ۴٬۷۶۹        |
| نرت کانوی، نیوهمپشایر        | CDP    | ۲٬۳۴۹        |
| ولپول شمالی، نیوهمپشایر      | CDP    | ۸۲۸          |
| وودستاک شمالی، نیوهمپشایر    | CDP    | ۵۲۸          |
| پیتربوروگ، نیوهمپشایر        | CDP    | ۳٬۱۰۳        |
| پیناردویل، نیوهمپشایر        | CDP    | ۴٬۷۸۰        |
| پیتسفیلد، نیوهمپشایر         | CDP    | ۱٬۵۷۶        |
| پلینفیلد، نیوهمپشایر         | CDP    | ۲۰۵          |
| پلیمت، نیوهمپشایر            | CDP    | ۴٬۴۵۶        |
| پرتسموت، نیوهمپشایر          | ciudad | ۲۰٬۷۷۹       |
| ریموند، نیوهمپشایر           | CDP    | ۲٬۸۵۵        |
| راچستر، نیوهمپشایر           | ciudad | ۲۹٬۷۵۲       |
| سنبورنویل، نیوهمپشایر        | CDP    | ۱٬۰۵۶        |
| سابروک بیچ، نیوهمپشایر       | CDP    | ۹۹۲          |
| سامرزورت، نیوهمپشایر         | ciudad | ۱۱٬۷۶۶       |
| هوکست جنوبی، نیوهمپشایر      | CDP    | ۵٬۴۱۸        |
| سویسوال، نیوهمپشایر          | CDP    | ۲۴۹          |
| سونکوک، نیوهمپشایر           | CDP    | ۵٬۳۷۹        |
| تیلتون نرتفیلد، نیوهمپشایر   | CDP    | ۳٬۰۷۵        |
| تروی، نیوهمپشایر             | CDP    | ۱٬۲۲۱        |
| ایونین، نیوهمپشایر           | CDP    | ۲۰۴          |
| ولپوول، نیوهمپشایر           | CDP    | ۶۰۵          |
| وارنر، نیوهمپشایر            | CDP    | ۴۴۴          |
| وست استوارتستوون، نیوهمپشایر | CDP    | ۳۸۶          |
| وست اسوانزی، نیوهمپشایر      | CDP    | ۱٬۳۰۸        |
| وایتفیلد، نیوهمپشایر         | CDP    | ۱٬۱۴۲        |
| ویلتون، نیوهمپشایر           | CDP    | ۱٬۱۶۳        |
| وینچستر، نیوهمپشایر          | CDP    | ۱٬۷۳۳        |
| وولفبورو، نیوهمپشایر         | CDP    | ۲٬۸۳۸        |
| وودسویل، نیوهمپشایر          | CDP    | ۱٬۱۲۶        |